# کیرکه
کیرکه یا سِرسی (سیرکه ، سیرسه، سِرس) (به یونانی: Kírkē) در اساطیر یونانی الهه جادو، دختر هلیوس و پرسه، یکی از اوکئانیدها است. برادرانش آئیتس، نگهدارندهٔ گنجینه پشم زرین، و پرسس بودند. خواهرش نیز پاسیفائه، همسر پادشاه کرت مینوس، و مادر مینوتور بود.
کیرکه جادوگری (یا نیمف، افسونگر یا عفریته) قدرتمند است که به داشتن دانش گسترده در زمینهٔ گیاهان دارویی و معجون شهرت دارد. او مهارت بالایی در جادوهایی نظیر تغییر شکل، ایجاد وهم، احضار ارواح و فال اموات داشت. او از مردان متنفر بود و دشمنانش را به حیوان تبدیل می‌کرد. او هر مردی که به جزیره او پا می‌گذاشت، یا کسانی که او را دلخور می‌کردند را به خوک تبدیل می‌کرد. پیکوس، سکولا و همراهان اودیسئوس از جمله کسانی بودند که مورد خشم او قرار گرفتند.